# 董桂森
董桂森（1951年—1991年4月3日），綽號小董，籍貫四川，出生於台灣台中市，是台灣黑幫人士，國際華人幫派竹聯幫幹部成員、忠堂堂主。1984年與竹聯幫幫主「鴨霸子」陳啟禮、總護法「鬼見愁」吳敦等人，犯下轟動台灣與美國兩地的「江南案」而聞名，逃亡期間在菲律賓涉嫌犯下台商「陳氏兄弟滅門血案」而遭多國通緝。
董桂森於1985年間逃亡巴西期間，遭到美國聯邦調查局逮捕並移送至美國受審，隨後1988年間因「江南案」在美國加州聖馬刁紅木城高等法院庭訊中，向庭上宣讀「我的聲明」指出「這不是個人的行為，也不是幫派的行為，而是政府的行為」震驚海內外引起各界譁然。最終在1991年間在美國賓州路易斯堡聯邦監獄遭到刺殺身亡。

## 生平

### 成長背景
董桂森出生於台中市北屯區水湳「陸光九村」的軍人世家，籍貫四川，父親與哥哥都是職業軍人，父親靈位供奉在忠烈祠，哥哥董桂林也是正科官校出身，董桂森初中畢業後即考入士官學校，接受「忠黨愛國」思想，是個非常典型的眷村子弟。
士官學校畢業後在金門等地服役近十年，並在服役期間加入國民黨，因在軍中始終無法一展長才，最終以上士軍階退伍，重返社會另謀發展。董桂森拿著退伍金購買一輛機車，並從事送貨員的工作，存點積蓄之後移居至台北市與朋友合伙經營印刷廠。

### 拜入竹聯
移居至台北市經營印刷廠的董桂森，因經營不善慘遭詐騙而倒閉，窮困潦倒之時在1978年間透過昔日軍中的長官結識了「竹聯幫」大老陳功，並在陳功經營的「蘭沁咖啡廳」當煮咖啡的小弟，以此機緣結識了多位竹聯幫人士，隨後在陳功的引薦之下拜入竹聯幫，並得到「鴨霸子」陳啟禮的賞識逐步於竹聯幫中崛起。
1980年代，竹聯幫擴大組織架構，董桂森受提拔成為「忠堂」堂主，成為竹聯幫開元建堂的第一個分堂。董桂森以台北市大安區「公子爺餐廳」為堂口聚集地點，吸收培養如「神經劉」劉煥榮等具有軍事經驗且兇狠好鬥的成員，並且多次率領竹聯幫眾參與暴力事件。
董桂森在與竹聯幫元老「猴子」吳沅新的內鬨衝突之中，率眾狠砸對方經營的數間餐廳，強勢的作風使得董桂森聲名大噪，並與四海幫大老「老哥」蔡冠倫合伙成立「四聯公會」，管理台北市的期貨公司，並安排手下在餐廳及特種行業充當保鑣、收取保護費、經營賭場、開設傳播公司接觸演藝圈活動，使得「忠堂」名號盛極一時，同時引起警方注意，多次遭到警方查緝掃蕩。

### 暗殺江南
1984年8月間，董桂森為了躲避警方查緝因而前往美國加州洛杉磯投靠在美國經營餐廳的「白狼」張安樂，但在9月間接受到前往美國的竹聯幫幫主「鴨霸子」陳啟禮的聯絡，並以「為國家做一點事」為由，賦予董桂森情治單位陳虎門處長、汪希苓局長下達「鋤奸計畫」的制裁暗殺旅美作家筆名「江南」劉宜良的任務。同年10月10日，董桂森與陳啟禮、吳敦等三人找到住在加州戴利城的劉宜良，並且埋伏在附近跟蹤觀察劉宜良的作息數日。10月15日上午9點，趁劉宜良外出之時，由吳敦向劉宜良頭上打了一槍，董桂森隨後在肚子開了二槍，劉宜良當場死亡。
完成暗殺任務之後，10月21日董桂森與陳啟禮、吳敦等人經由休士頓搭乘飛機返回台北市相安無事的度過數日，然而美國聯邦調查局隨即查出兇手為台灣竹聯幫份子所為，台灣政府在同年11月12日無預警實行「一清專案」全國大掃黑，陳啟禮、吳敦、陳虎門等人相繼遭到逮捕入獄，董桂森意識遭到政府背叛，躲藏數日後於12月30日潛逃到菲律賓。

### 逃亡涉案
董桂森投靠同樣逃亡菲律賓的牛埔幫大哥「瑞生」齊瑞生，卻因齊瑞生的胞兄與躲債到菲律賓的台商陳南光、陳正昌兄弟有賭債糾紛，因而覬覦陳氏兄弟的錢財。1985年間，牛埔幫「瑞生」齊瑞生主導策劃、與胞兄「麗生」齊麗生、胞弟「惠生」齊惠生，夥同竹聯幫的「小董」董桂森、「阿弟」董桂均、「神經劉」劉煥榮、「阿不拉」游大為、「蕃薯」邱文欽，以及當地華僑許經汪等人，殺害陳氏兄弟一家九口七人，其中陳家一對姐妹被丟下山谷後被人發現大難不死，因而曝光此件滅門血案震驚台灣與菲律賓兩國。
深知菲律賓已不安全的董桂森，再度潛逃陸續至新加坡、泰國、巴西等地，終究在1985年9月20日，於巴西遭到美國聯邦調查局逮捕歸案。巴西法庭於1986年4月16日審判將董桂森引渡至美國接受審判，同年4月30日由巴西兩名警方人員的押送下前往美國受審。

### 遇刺身亡
1988年3月16日，董桂森在美國加州聖馬刁紅木城高等法院庭訊中，透過辨護律師發表「我的聲明」一文，詳細披露了「江南案」的詳細經過內幕，並且指出「這不是個人的行為，也不是幫派的行為，而是政府的行為」等語，再次震驚台灣與美國引起各界譁然。同年5月11日，董桂森被美國聯邦法庭依「一級謀殺罪」判處有期徒刑27年，以及「販毒罪」加判刑20年。
1991年2月21日晚間10點30分，董桂森在美國賓州路易斯堡聯邦監獄服刑期間，與另外兩名受刑人發生打鬥，其中一名為馬來西亞籍華人蔡漢茂，三個人當時都受了重傷，董桂森的傷勢尤其嚴重，送醫救治後最終在4月3日傷重不治身亡。時至今日，董桂森被刺傷的原因依舊不明。

## 家庭
董桂森與其妻育有一子，董桂森逝世時年僅8歲。
董桂森出生於軍人世家，父親為職業軍人一生效力中華民國，逝世後被供奉在忠烈祠。胞兄董桂林同為軍人，於臺灣警備總司令部中校退役。妹夫同樣也是士官學校畢業生的職業軍人。
胞弟「阿弟」董桂均追隨董桂森加入「竹聯幫忠堂」成為其左右手，一清專案與董桂森潛逃菲律賓並涉嫌參與台商陳氏兄弟滅門血案，董桂森死於美國監獄後，董桂均即接任忠堂堂主，然在美國被逮捕後遣送回台灣，並被判處無期徒刑，假釋出獄後行事低調。2007年陳啟禮逝世的告別式上，董桂均名列扶棺十堂主，再次亮相在媒體之中。董桂均於2023年2月病逝，竹聯幫於3月9日為其舉辦盛大告別式，媒體爭相報導也引起社會關注。

## 軼聞
董桂森在1980年代成立忠堂後，因行事作風強勢而聲名遠播，其忠堂也被視為竹聯幫最初的第一大堂，然而董桂森除了經營傳統特種行業，也成立傳播公司從事包場、包秀等演藝圈事業，其中在1982年間，紅極一時的台灣歌手「青蛙王子」高凌風，因爽約在董桂森所負責台北市西門町「寶馬歌廳」的演出，董桂森下令封殺並追殺高凌風，使得高凌風懼怕透過經紀人尋求雲林縱貫公線大哥「黑松」蔡永常的庇護，後續再因檔期問題得罪高雄「南霸天」楊雙伍而遭槍擊而震驚社會，最終在依舊在「黑松」蔡永常代為高凌風出面才擺平事端。此件震驚當代演藝圈及社會大眾的暴力事件，便是來自董桂森為事件開端。
董桂森在「江南案」案發遭逮捕引渡美國受審時，1986年間曾接受媒體表達「對江南遺孀崔蓉芝懷有無限的歉意，我很希望能有機會向崔蓉芝當面致歉」等語。1988年董桂森在於法庭上發表「我的聲明」而震驚台灣與美國兩地，並且公開懺悔刺殺江南一事，意外的江南遺孀崔蓉芝對於董桂森回應「看了你發表的《我的聲明》，你說得太好了，我很感動。你曾說過，能為我做些什麼事情？你所做的這些，已是對我最大的幫助。」，董桂森當庭充滿內疚、悔歉、感動的心情不可言喻，而崔容芝能在極短的時間內，放下了個人的恩怨，並爲仇人的轉變感到高興，媒體讚許崔容芝的崇高之心。